# Agostino Masucci
Agostino Masucci (Roma, 1691 circa – 19 ottobre 1758) è stato un pittore italiano.

## Biografia
Allievo di Carlo Maratta, fu aggregato all'Accademia di San Luca nel 1724; nel biennio 1736-1738 fu anche Principe dell'istituzione.
Oltre a importanti commissioni romane, Masucci lavorò per importanti corti italiane (i Savoia) ed europee (Giovanni V del Portogallo), grazie alla sua amicizia con Filippo Juvarra e Luigi Vanvitelli.
Tipico rappresentante dell'accademismo di stampo arcadico della pittura romana del XVIII secolo, Agostino Masucci fu il maestro di Stefano Pozzi e, soprattutto, di Pompeo Batoni.

## Opere
- Madonna e Santi, a San Marcello al Corso, Roma
- Madonna e San Nicola da Tolentino, in Santa Maria del Popolo, Roma
- Sant'Anna e la Vergine, nella Chiesa del Santissimo Nome di Maria al Foro Traiano, Roma
- San Gioacchino e Sant'Anna, il Battesimo di Gesù, la Sacra Famiglia e l'Annunciazione nella Basilica di Santa Maria in Via Lata, Roma
- incisione Il Petrarca inginocchiato avanti al trono della Poesia, danze in mezzo, e dall'altro lato Torquato Tasso, ambidue in piedi, Macerata, collezione Compagnoni Floriani
- L'Assunzione della Vergine, chiesa di Santa Maria Assunta a Poggio Cinolfo, opera realizzata insieme a Giuseppe Bottani e Stefano Pozzi
- Madonna che dona l'abitino a Sant'Onorio, (tela, 1729), Cappella del Palazzo Cellammare, Napoli
- Immacolata Concezione e Padre Eterno, pala d'altare nella Chiesa di Nostra Signora della Porziuncola, Lisbona